# Danny Boyle
Danny Boyle (Radcliffe, Anglaterra, 20 d'octubre de 1956) és un director de cinema i productor anglès, conegut per pel·lícules com Trainspotting, 28 Days Later, Sunshine i Slumdog Millionaire, per la qual fou guardonat amb l'Oscar al millor director.

## Biografia

### Els primers anys
Boyle va néixer a Radcliffe, Lancashire en el si d'una família catòlica irlandesa de classe mitjana. La seva mare era nascuda a Ballinasloe, Comtat de Galway, i el seu pare a Anglaterra, però d'ascendència anglesa.
Durant un temps, Boyle es va plantejar seriosament la seva vocació religiosa, i va passar la seva adolescència a una escola religiosa.
Posteriorment, va estudiar al Thornleigh Salesian College de Bolton, i a la Universitat de Gal·les, Bangor. Durant la seva estada universitària, Boyle va sortir amb l'actriu Frances Barber.
Començà la seva carrera al teatre, primer amb la Joint Stock Theatre Company i després amb el Royal Court Theatre, on fou director artístic des de 1982 fins a 1985 i director entre 1985 i 1987. Les seves produccions durant aquest període inclouen Victory, de Howard Barker, The Genius, de Howard Brenton i Saved, d'Edward Bond, que assolí el premi Time Out. Boyle també va dirigir cinc produccions per a la Royal Shakespeare Company.
L'any 1980, Boyle va començar a treballar per a la televisió com a productor de la BBC d'Irlanda del Nord, on produí, entre altres telefilms, el controvertit film d'Alan Clarke Elephant abans d'esdevenir director en programes com Arise And Go Now, Not Even God Is Wise Enough, For The Greater Good, Scout i dos capítols d'Inspector Morse ("Masonic Mysteries" i "Cherubim and Seraphim"). També fou el responsable de l'exitosa sèrie de la BBC2 Mr. Wroe's Virgins.

### Camí de l'èxit

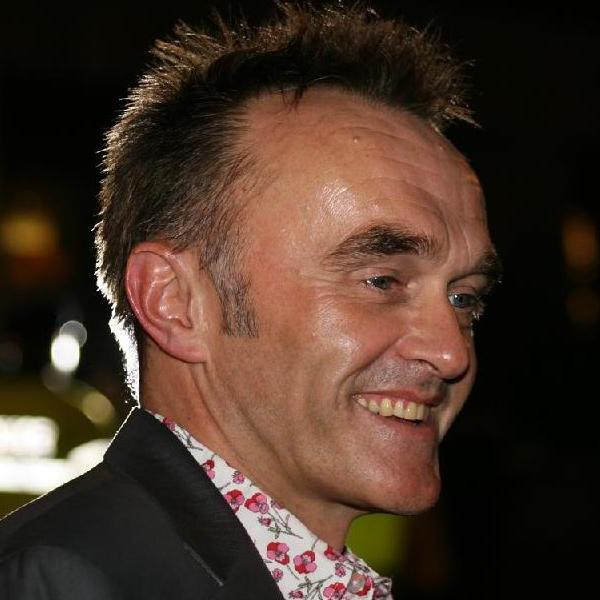
Danny Boyle

Boyle va fer el seu debut com a director de cinema a Shallow Grave, aclamada immediatament pel públic i la crítica. La seva següent pel·lícula fou Trainspotting, basada en la novel·la d'Irvine Welsh. A més d'haver estat un èxit de taquilla, aquest film és considerat un dels més influents i significatius de la dècada dels noranta al Regne Unit.
Gràcies al seu treball a l'aclamada Trainspotting amb el guionista John Hodge, el productor Andrew Macdonald i l'actor Ewan McGregor, Boyle va poder fer el salt a Hollywood. Va declinar una oferta per dirigir el quart film de la nissaga Alien, per dirigir A Life Less Ordinary, pel·lícula produïda amb capital britànic.
El següent projecte de Boyle seria una adaptació de la novel·la de culte The Beach. Posteriorment col·laborà amb l'escriptor Alex Garland a l'apocalíptica pel·lícula de terror 28 Days Later.
Entre les pel·lícules The Beach i 28 Days Later, Boyle va dirigir dos telefilms per a la BBC l'any 2001: Vacuuming Completely Nude In Paradise i Strumpet. També va dirigir un curt, Alien Love Triangle (protagonitzat per Kenneth Branagh), i participà en el projecte d'un dels tres curts que formarien un llargmetratge. Aquest projecte fou cancel·lat quan els dos altres curts van esdevenir llargmetratges independents: Mimic, protagonitzat per Mira Sorvino i Impostor, amb Gary Sinise.
L'any 2004, Boyle va dirigir Millions, amb guió de Frank Cottrell Boyce. Sunshine Sunshine, pel·lícula de ciència-ficció protagonitzada per Cillian Murphy (28 Days Later), fou estrenada l'any 2007. Aquest mateix any s'estrenà la seqüela de 28 Days Later, 28 Weeks Later, produïda per Boyle.
L'any 2012 Boyle va dirigir la cerimònia d'obertura dels Jocs Olímpics d'estiu de 2012 a Londres.
El març de 2013 es va fer públic que el 2016 director rodaria Porno, la seqüela de Trainspotting.

## Filmografia destacada
- Shallow Grave (1994)
- Trainspotting (1996)
- A Life Less Ordinary (1997)
- The Beach (2000)
- 28 Days Later (2002)
- Millions (2004)
- 28 Weeks Later (2007)
- Sunshine (2007)
- Slumdog Millionaire (2008)
- 127 Hours (2010)
- Trance (2013)
- Steve Jobs (2015)
- Yesterday (2019)

## Premis i nominacions

### Premis
- 1994 − Conquilla de Plata al millor director per Shallow Grave
- 1995 − BAFTA a la millor pel·lícula britànica per Shallow Grave
- 2009 − Oscar al millor director per Slumdog Millionaire
- 2009 − Globus d'Or al millor director per Slumdog Millionaire
- 2009 − BAFTA al millor director per Slumdog Millionaire
- 2010 − Goya a la millor pel·lícula europea per Slumdog Millionaire

### Nominacions
- 1994 − Conquilla d'Or per Shallow Grave
- 1996 − BAFTA a la millor pel·lícula britànica per Trainspotting
- 2000 − Ós d'or per The Beach
- 2009 − BAFTA a la millor pel·lícula britànica per Slumdog Millionaire
- 2010 − César a la millor pel·lícula estrangera per Slumdog Millionaire
- 2011 − Oscar a la millor pel·lícula per 127 hours
- 2011 − Oscar al millor guió adaptat per 127 hours
- 2011 − Globus d'Or al millor guió per 127 hours
- 2011 − BAFTA al millor guió adaptat per 127 hours
- 2011 − BAFTA al millor director per 127 hours